# Vindegghallet
Vindegghallet (norwegisch für Windrückenhang) ist ein 6,5 km langer Gletscher im ostantarktischen Königin-Maud-Land. Im Alexander-von-Humboldt-Gebirge des Wohlthatmassivs fließt er an der Südseite des Flånuten.
Entdeckt und fotografiert wurde er bei der Deutschen Antarktischen Expedition (1938–1939) unter der Leitung Alfred Ritschers. Norwegische Kartographen, die ihn auch in Anlehnung an die nahegelegene Vindegga benannten, kartierten ihn anhand von Vermessungen und Luftaufnahmen der Dritten Norwegischen Antarktisexpedition (1956–1960).